# Romane Dicko

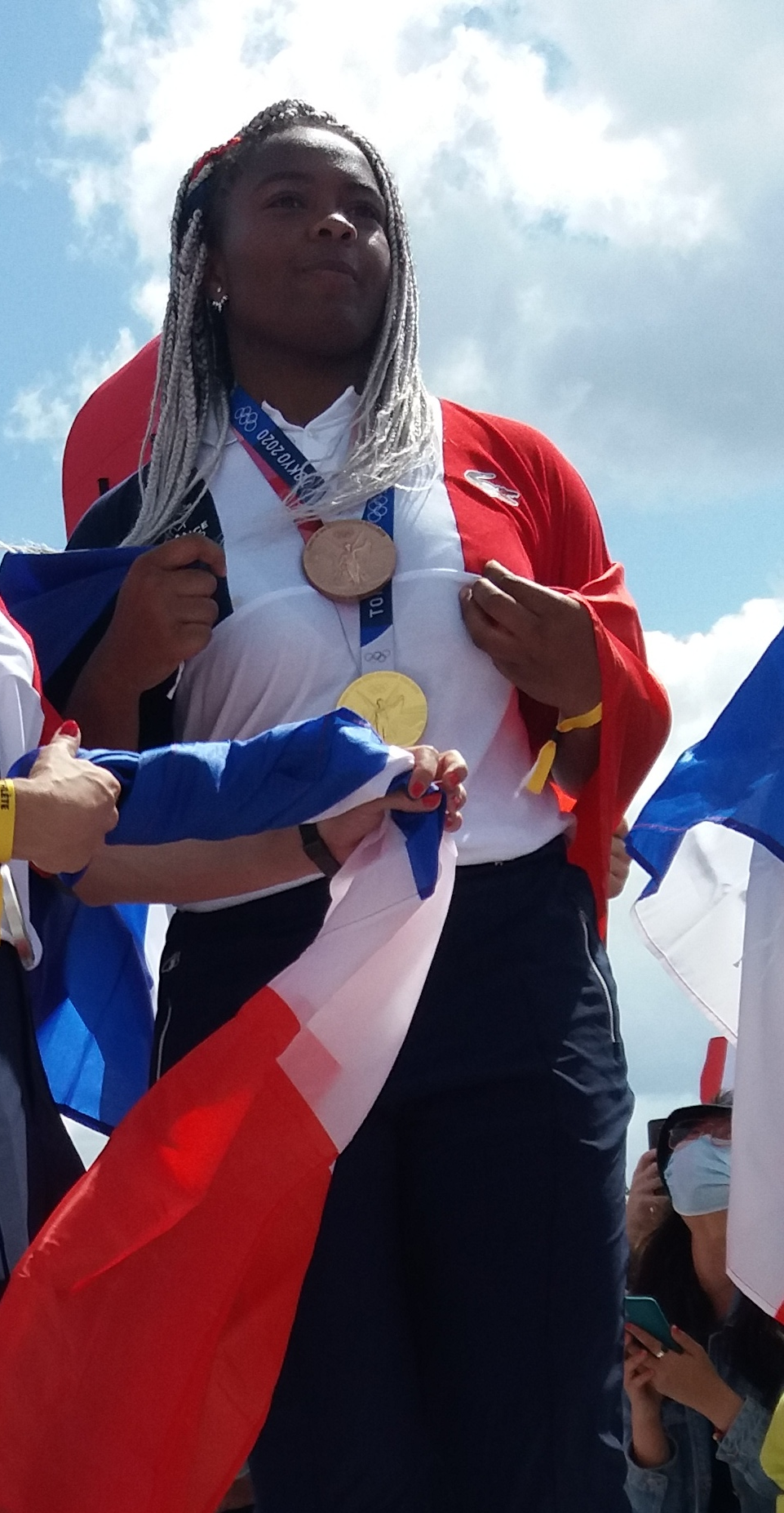
Romane Dicko, 2021

Romane Dicko (* 30. September 1999 in Clamart) ist eine französische Judoka. Sie gewann 2018, 2020, 2022 und 2023 den Europameistertitel im Schwergewicht. 2021 und 2024 erhielt sie jeweils eine olympische Bronzemedaille im Schwergewicht und eine Goldmedaille in der Mannschaftswertung, 2022 wurde sie erstmals Weltmeisterin.

## Sportliche Karriere
Romane Dicko gewann 2016 bei den Kadetteneuropameisterschaften. Bei den französischen Meisterschaften siegte sie in der Erwachsenenklasse. 2017 wurde sie Junioreneuropameisterin. Bei den Weltmeisterschaften in der offenen Klasse belegte sie 2017 den fünften Platz, nachdem sie im Kampf um Bronze gegen die Kubanerin Idalys Ortíz verloren hatte. Anfang April 2018 gewann sie in Tiflis ihr erstes Grand-Prix-Turnier. Ende April bezwang sie bei den Europameisterschaften 2018 in Tel Aviv im Viertelfinale die Türkin Kayra Sayit, im Halbfinale die Niederländerin Tessie Savelkouls und im Finale die Bosnierin Larisa Cerić.
Nach einer langen Wettkampfpause trat Romane Dicko Ende 2019 beim Grand-Slam-Turnier in Osaka wieder international an und unterlag ihren Auftaktkampf gegen die Südkoreanerin Kim Ha-yun. Anfang 2020 siegte Romane Dicko zunächst beim Grand-Prix-Turnier in Tel Aviv. Vierzehn Tage später bezwang sie im Finale des Grand-Slam-Turniers in Paris die Ukrainerin Maryna Sluzkaja. Danach fanden wegen der COVID-19-Pandemie ein halbes Jahr keine Judo-Turniere statt. Bei den Europameisterschaften in Prag im November 2020 gewann sie das Finale gegen İrina Kindzerskaya aus Aserbaidschan. Anfang 2021 siegte Dicko beim IJF-Masters-Turnier, im Frühjahr folgten Siege bei den Grand-Slam-Turnieren in Tel Aviv und Kasan. Bei den Olympischen Spielen in Tokio bezwang sie im Viertelfinale die Brasilianerin Maria Suelen Altheman, im Halbfinale verlor sie gegen die Kubanerin Idalys Ortíz. Den Kampf um eine Bronzemedaille gewann sie gegen die Türkin Kayra Sayit. Im Mixed-Mannschaftswettbewerb gewann die französische Mannschaft durch einen Finalsieg über die Japaner die Goldmedaille.
2022 erreichte sie das Finale beim Grand Slam in Paris und verlor gegen die Japanerin Wakaba Tomita. Zwei Wochen später besiegte Dicko im Finale des Grand Slams in Tel Aviv die Brasilianerin Beatriz Souza. Bei den Europameisterschaften in Sofia gewann sie am 1. Mai 2022 das Finale gegen die Israelin Raz Hershko. Ein halbes Jahr später besiegte sie im Finale der Weltmeisterschaften in Taschkent Beatriz Sousa. Im November 2023 traf Dicko im Finale der Europameisterschaften in Montpellier wieder auf Raz Hershko und verteidigte ihren Titel aus dem Vorjahr.
Bei den Olympischen Spielen in Paris besiegte Dicko im Achtelfinale die Georgierin Sopio Somchischwili und im Viertelfinale die Bosnierin Larisa Cerić. Im Halbfinale unterlag sie jedoch der Brasilianerin Beatriz Souza und verpasste damit ihr Ziel eines Olympiasiegs im Einzel. Sie bezwang die Serbin Milica Žabić und holte so die Bronzemedaille. Im Mixed-Team-Wettbewerb gewann sie mit der Equipe die Goldmedaille gegen die japanische Mannschaft.